# Furusjö
Furusjö är en tätort i västra delen av Habo kommun i Jönköpings län.  
Orten är belägen vid den lilla Furusjön med en badplats och en glasskiosk. Vid sjön finns även en liten båtbrygga. I orten finns det en idrottsförening, Furusjö IF, samt en samhällsförening. 
I Furusjö finns en förskola, fabrik, Bed & Breakfast och ett belyst motionsspår där det på vintrarna ordnas skidspår. I orten finns även Furusjö allianskyrka samt ett sommarhem, "Ungdomsborgen".

## Befolkningsutveckling
| Befolkningsutvecklingen i Furusjö 1960–2020 | Befolkningsutvecklingen i Furusjö 1960–2020 | Befolkningsutvecklingen i Furusjö 1960–2020 | Befolkningsutvecklingen i Furusjö 1960–2020 | Befolkningsutvecklingen i Furusjö 1960–2020 |
| ------------------------------------------- | ------------------------------------------- | ------------------------------------------- | ------------------------------------------- | ------------------------------------------- |
|                                             |                                             |                                             |                                             |                                             |
| År                                          |                                             |                                             | Folkmängd                                   | Areal (ha)                                  |
| 1960                                        | 1960                                        |                                             | 219                                         |                                             |
| 1965                                        | 1965                                        |                                             | 219                                         |                                             |
| 1970                                        | 1970                                        |                                             | 221                                         |                                             |
| 1975                                        | 1975                                        |                                             | 232                                         |                                             |
| 1980                                        | 1980                                        |                                             | 340                                         |                                             |
| 1990                                        | 1990                                        |                                             | 387                                         | 49                                          |
| 1995                                        | 1995                                        |                                             | 374                                         | 49                                          |
| 2000                                        | 2000                                        |                                             | 353                                         | 49                                          |
| 2005                                        | 2005                                        |                                             | 344                                         | 49                                          |
| 2010                                        | 2010                                        |                                             | 325                                         | 49                                          |
| 2015                                        | 2015                                        |                                             | 357                                         | 63                                          |
| 2020                                        | 2020                                        |                                             | 346                                         | 63                                          |
|                                             |                                             |                                             |                                             |                                             |

## Galleri

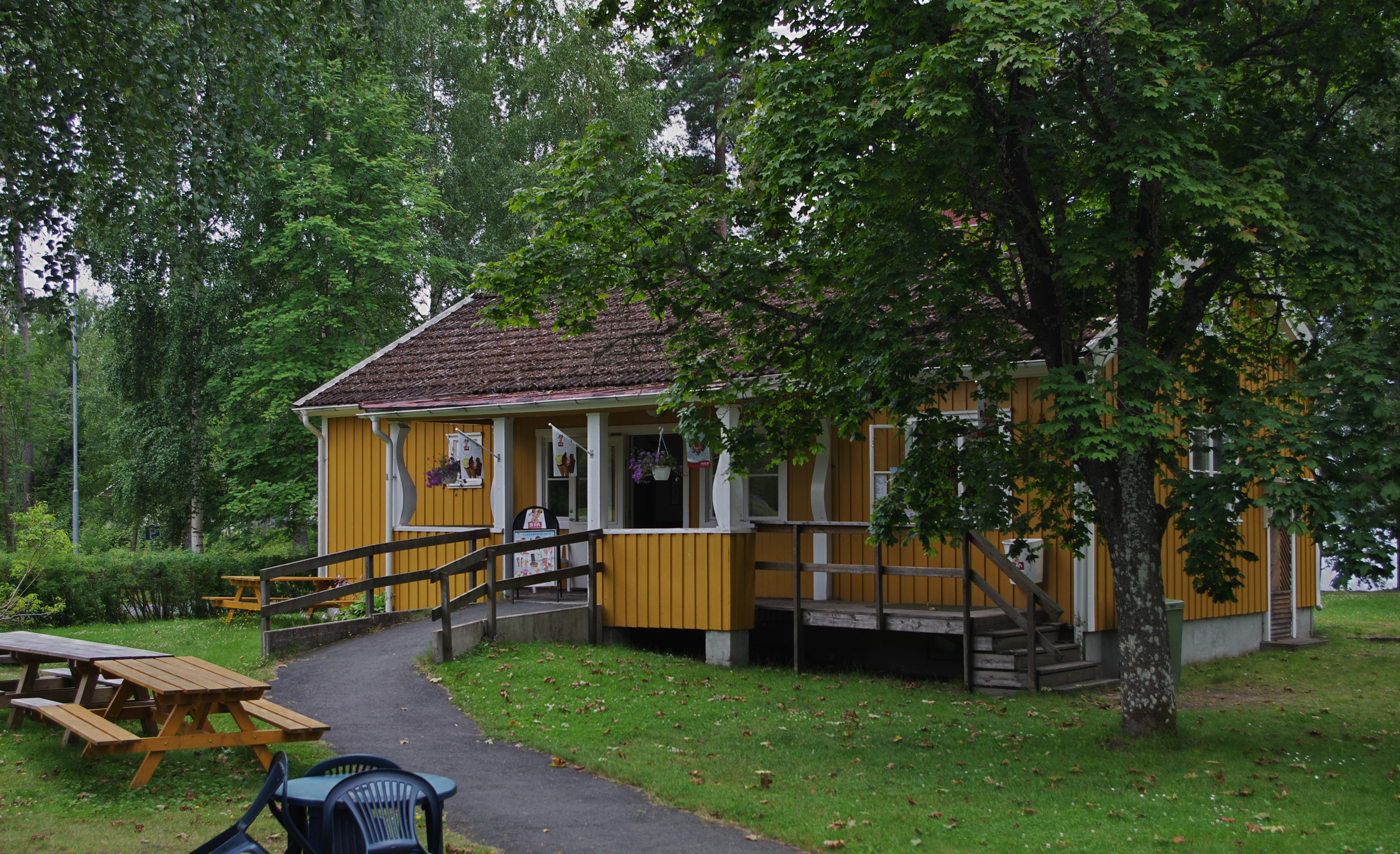
Kiosken vid badplatsen
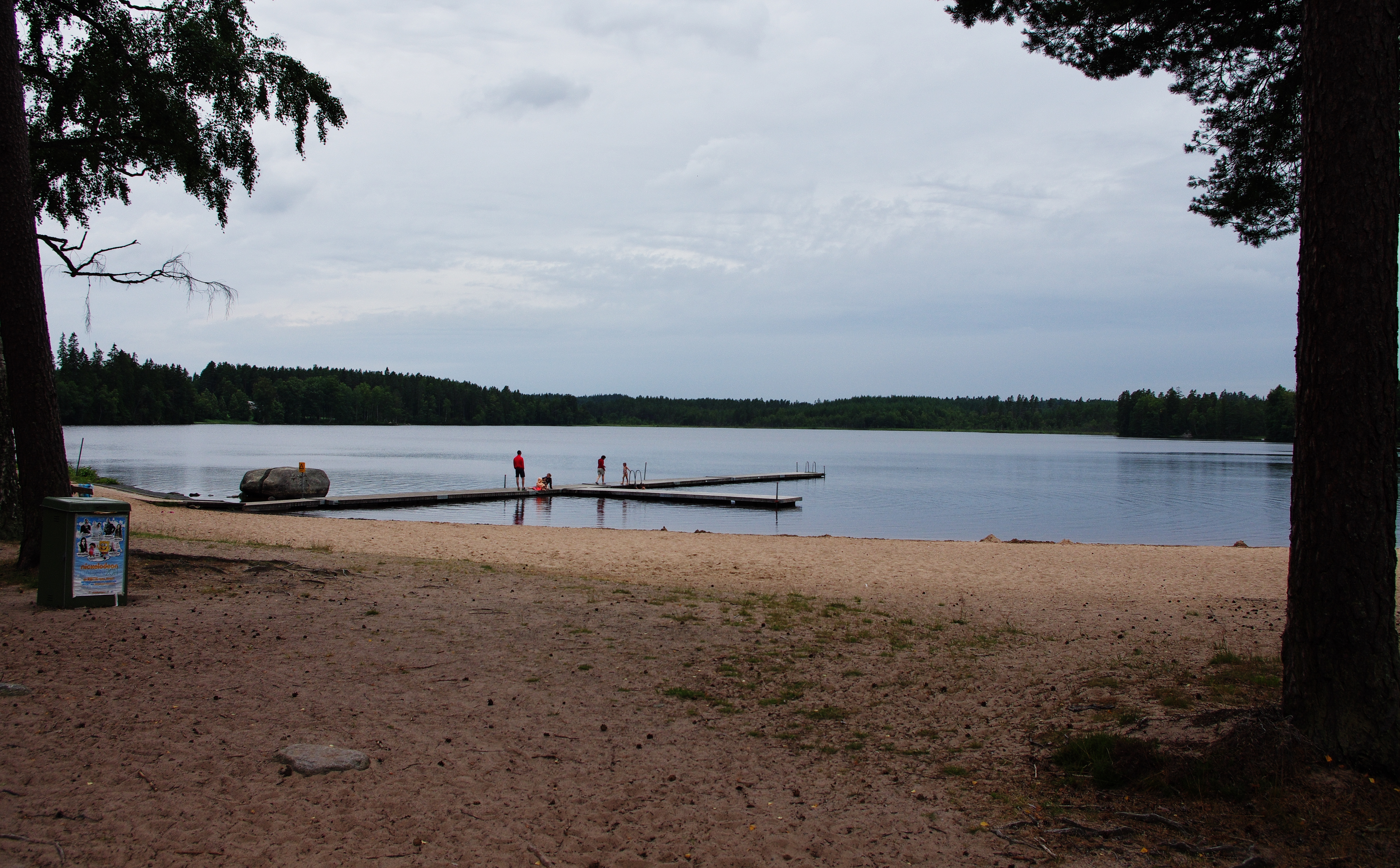
Badplatsen vid Furusjön
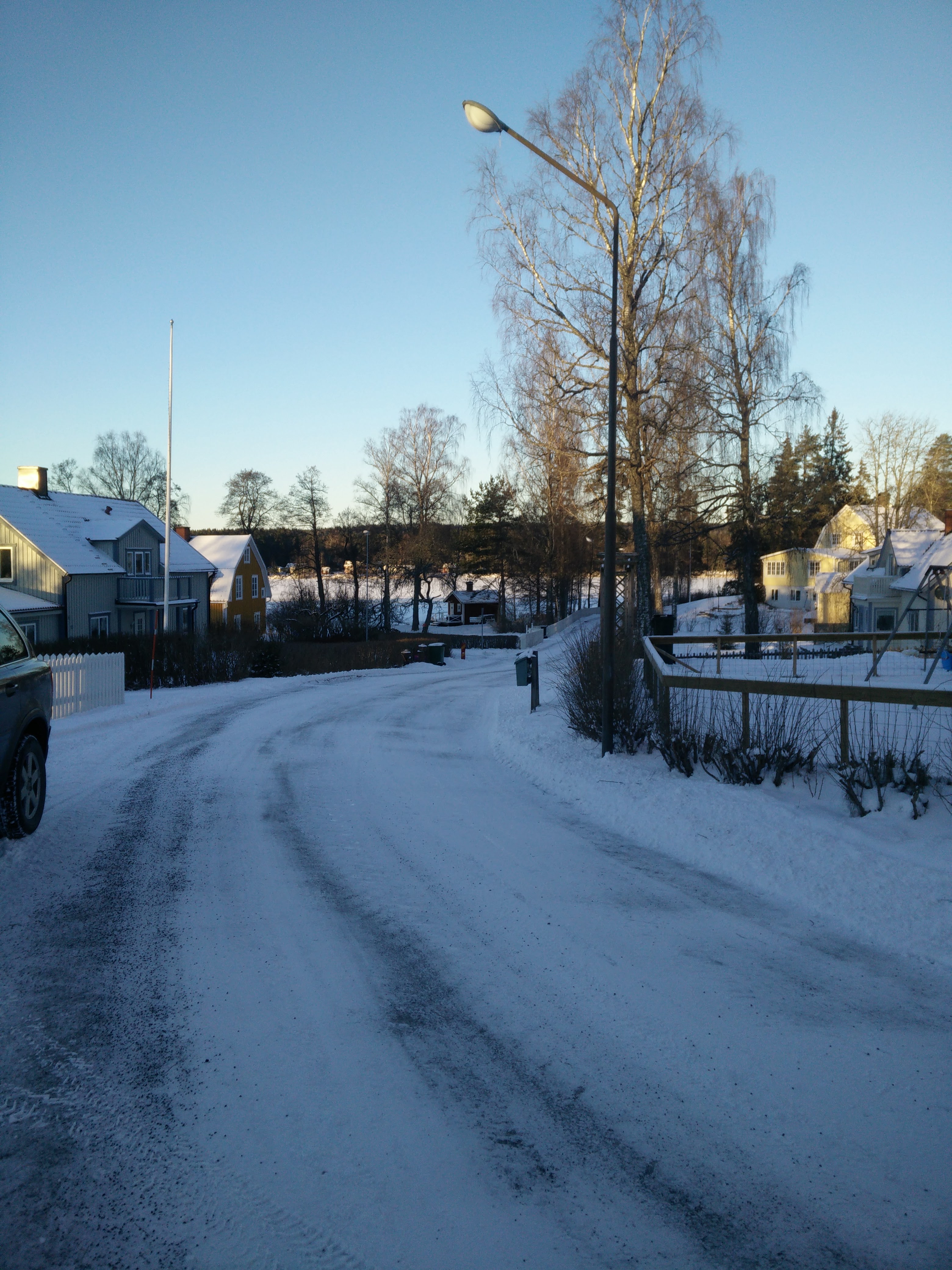
Strandvägen vintern 2017